# Showscan
Showscan ist ein Filmverfahren, das von Douglas Trumbull in den 1970er und 1980er Jahren entwickelt wurde. Hierbei wird 70-mm-Film mit einem Perforationsschritt von fünf Perforationslöchern verwendet, jedoch laufen Showscan-Filme mit einer Bildfrequenz von 60 fps, was 2,5-mal so schnell ist wie normales Kino mit 24 fps. Dadurch entsteht ein ähnlich flüssiger „Ablauf“ wie der von Videoaufnahmen mit Interlacing, wo je nach Videonorm 50 bzw. 60 Halbbilder pro Sekunde gezeigt werden. Showscan zeigt jedoch ein Bild, das nicht nur eine erheblich bessere Bewegungsauflösung als traditioneller Kinofilm bietet, sondern auch hochauflösend ist.
Die Showscan-Bildfrequenz von 60 fps wurde von Trumbull experimentell ermittelt. Dabei wurde eine Grenz-Bildfrequenz gesucht, ab der – bei weiterer Frequenzerhöhung – Zuschauer keine verbesserte Bewegungsauflösung mehr empfinden.
Bei der Oscarverleihung 1993 wurden Trumbull, Geoffrey H. Williamson, Robert D. Auguste und Ed Di Giulio für das Konzept (Trumbull), das Bewegungs-Design (Williamson), das elektronische Design (Auguste) und das Kamerasystem (DiGiulio) des CP-65 Showscan-Kamerasystems für 65-mm-Filmaufnahmen, der ersten modernen 65-mm-Kamera, die seit 25 Jahren entwickelt wurde („for concept, (Trumbull), the movement design (Williamson), the electronic design (Auguste) and the camera system (DiGiulio) of the CP-65 Showscan Camera System for 65mm motion picture photography“) mit dem Oscar für Wissenschaft und Entwicklung ausgezeichnet.
Heutzutage wird Showscan hauptsächlich für kurze Bewegungssimulatorfilme (Ride films) in Verbindung mit bewegbaren Sitzbänken benutzt. 
Die Showscan Film Corporation ging 2002 bankrott. Das Verfahren wurde danach von einer neuen Firma, Showscan Entertainment, übernommen.